# Héctor Romero (koszykarz)
Héctor Orlando Romero Rivas (ur. 3 stycznia 1980 w Barcelonie) – wenezuelski koszykarz, występujący na pozycji silnego skrzydłowego.
W roku 2006 reprezentował Portland Trail Blazers podczas rozgrywek letniej ligi NBA.

## Osiągnięcia
Stan na 27 stycznia 2021, na podstawie, o ile nie zaznaczono inaczej.
NCAA
- Koszykarz roku Sun Belt (2002)
- Najlepszy nowo przybyły zawodnik Sun Belt (2002)
- Zaliczony do I składu Sun Belt (2002, 2003)
- Lider Sun Belt w:
  - średniej zbiórek (10,8 – 2002)
  - liczbie:
    - zbiórek (302 – 2002)
    - celnych (178) i oddanych (239) rzutów (2002)
    - oddanych rzutów za 2 punkty (342 – 2002, 294 – 2003)

Drużynowe
- Mistrz:
  - Włoch (2008)
  - Wenezueli (2003–2005, 2009)
- Wicemistrz:
  - Amerykańskiej Ligi Koszykówki FIBA (2010)
  - Wenezueli (2012, 2016, 2017)

Indywidualne
- MVP finałów ligi wenezuelskiej (2005, 2009)
- Lider:
  - strzelców Ligi Amerykańskiej (2010)
  - ligi izraelskiej w blokach (2005)

Reprezentacja
- Wicemistrz Ameryki Południowej (2012)
- Brązowy medalista mistrzostw Ameryki (2005)
- Uczestnik:
  - mistrzostw:
    - świata:
      - 2002 – 14. miejsce
      - U–19 (1999 – 12. miejsce)

    - Ameryki:
      - 2007 – 8. miejsce, 2009 – 9. miejsce, 2011 – 5. miejsce, 2013 – 5. miejsce
      - Południowej (2006 – 4. miejsce, 2010 – 4. miejsce, 2012)

  - kwalifikacji olimpijskich (2012 – 9. miejsce)
- Zaliczony do:
  - I składu mistrzostw Ameryki (2005)
  - III składu mistrzostw Ameryki (2009)